# Treysa (stacja kolejowa)
Treysa – stacja kolejowa w Schwalmstadt, w kraju związkowym Hesja, w Niemczech. Znajdują się tu 3 perony.